# Resolutie 880 Veiligheidsraad Verenigde Naties
Resolutie 880 van de Veiligheidsraad van de Verenigde Naties werd op 4 november 1993
unaniem aangenomen.

## Achtergrond
In 1979 werd na de val van het Rode Khmer-regime en met steun van Vietnam en de Sovjet-Unie de Volksrepubliek Kampuchea opgericht. Dit land werd gedurende het daaropvolgende decennium door Vietnam gecontroleerd
via een marionettenregering. Die werd in dezelfde periode bevochten door een regering in ballingschap
die bestond uit de koningsgezinde Funcinpec, de Rode Khmer en het in 1982 gevormde Nationaal Volksbevrijdingsfront.
In augustus 1989 kwamen de vier partijen en vertegenwoordigers van achttien landen bijeen in de door de Verenigde Naties gesponsorde Conferentie van Parijs. Toen er eindelijk zicht was op een eindakkoord, werd
de VN-Vooruitgangsmissie in Cambodja (UNAMIC) opgericht om toe te zien op de naleving van het staakt-het-vuren. De missie bereidde ook de komst van de VN-Overgangsautoriteit (UNTAC) voor, die de in Parijs gesloten akkoorden
in de praktijk moest brengen.

## Inhoud

### Waarnemingen
De Veiligheidsraad was tevreden over de overgangsperiode waarin vrede, stabiliteit en verzoening bewerkstelligd
werden onder leiding van Norodom Sihanouk, die nu koning van Cambodja was. Ook was er een nieuwe grondwet
aangenomen. Op 24 september was een regering op poten gezet, wat het einde van de UNTAC-missie inhield.
Daarmee waren de doelstellingen van het Akkoorden van Parijs om de verantwoordelijkheid van het
Cambodjaanse volk en hun verkozen leiders voor de vrede, stabiliteit, verzoening en heropbouw van hun land te
herstellen bereikt. De Veiligheidsraad huldigde de lidstaten die personeel
hadden bijgedragen aan UNTAC en condoleerde die wiens inwoners daarbij waren omgekomen. Internationale hulp bij
de rehabilitatie, heropbouw, ontwikkeling en opbouw van vrede bleef nog wel van belang. Ook moesten de militaire
componenten van UNTAC veilig en ordelijk worden teruggetrokken en moesten de ontmijning en de opleidingen hiertoe
verdergezet worden.

### Handelingen
De Veiligheidsraad verwelkomde de troonsbestijging van Norodom Sihanouk, die een belangrijke rol speelde in het
vredesproces. Daarnaast verwelkomde de Raad de vorming van een nieuwe regering en huldigde hij het werk van de UNTAC.
Alle landen werden opgeroepen de soevereiniteit, onafhankelijkheid,
territoriale integriteit, neutraliteit en eenheid van Cambodja te
respecteren. De Veiligheidsraad eiste ook een einde aan alle geweld en militaire activiteiten tegen de regering
of de UNTAC.
Gezien Cambodja's verleden was het van belang dat de naleving van de internationale humanitaire wetten in het land
werd verzekerd. Ook moest de ontmijning van het land worden ondersteund door de inzet van experts, materiaal en fondsen.
De terugtrekking van de UNTAC zou op 15 november voltooid worden. De terugtrekkingsperiode voor de
ontmijnings- en opleidingseenheid werd verlengd tot 30 november. Die van de politionele- en medische
componenten werd verlengd tot 31 december.
De Veiligheidsraad besliste ook een team van 20 militaire verbindingsofficieren te sturen voor één mandaat van 6
maanden. Zij moesten de veiligheid in Cambodja opvolgen en helpen met militaire aangelegenheden in verband met
de Akkoorden van Parijs. Ook secretaris-generaal Boutros Boutros-Ghali was van plan
iemand aan te wijzen om de aanwezigheid van de VN in Cambodja te coördineren.
Ten slotte verwelkomde de Raad de secretaris-generaals intentie te rapporteren over de lessen die werden geleerd
met de UNTAC in de context van de Agenda voor Vrede (van toenmalig secretaris-generaal Boutros Boutros-Ghali).

## Verwante resoluties
- Resolutie 840 Veiligheidsraad Verenigde Naties
- Resolutie 860 Veiligheidsraad Verenigde Naties

Lijst ·  800 ·  801 ·  802 ·  803 ·  804 ·  805 ·  806 ·  807 ·  808 ·  809 ·  810 ·  811 ·  812 ·  813 ·  814 ·  815 ·  816 ·  817 ·  818 ·  819 ·  820 ·  821 ·  822 ·  823 ·  824 ·  825 ·  826 ·  827 ·  828 ·  829 ·  830 ·  831 ·  832 ·  833 ·  834 ·  835 ·  836 ·  837 ·  838 ·  839 ·  840 ·  841 ·  842 ·  843 ·  844 ·  845 ·  846 ·  847 ·  848 ·  849 ·  850 ·  851 ·  852 ·  853 ·  854 ·  855 ·  856 ·  857 ·  858 ·  859 ·  860 ·  861 ·  862 ·  863 ·  864 ·  865 ·  866 ·  867 ·  868 ·  869 ·  870 ·  871 ·  872 ·  873 ·  874 ·  875 ·  876 ·  877 ·  878 ·  879 ·  880 ·  881 ·  882 ·  883 ·  884 ·  885 ·  886 ·  887 ·  888 ·  889 ·  890 ·  891 ·  892